# Эштон, Ники
Ники Кристина Эштон (англ. Niki Christina Ashton; род. 9 сентября 1982) — канадская политическая деятельница социалистического толка, представляющая левое крыло Новой демократической партии. Депутат парламента (член Палаты общин) от федерального избирательного округа Черчилл-Киватинук Аски в Манитобе. Впервые была избрана на федеральных выборах 2008 года. Эштон объявила о своем намерении баллотироваться на пост руководителя федеральной НДП 7 марта 2017 года. На партийных выборах 1 октября 2017 года она заняла третье место.

## Ранние годы и образование
Эштон родилась в Томпсоне, Манитоба в семье греко-английского происхождения (дочь Хариклии Димитракопулу и бывшего министра провинции Манитоба от НДП Стива Эштона). У Эштон есть младший брат Александр. Она училась в школе École Riverside и университетском колледже им. Р. Д. Паркера. Затем поступила в Объединённый всемирный колледж Ли По Чуна в Гонконге. Получила степень бакалавра глобальной политической экономии Университета Манитобы и степень магистра международных отношений Карлтонского университета. Работала преподавательницей в Университетском колледже Севера.
Она также изучала права человека и социальную справедливость в Школе международных отношений Нормана Патерсона.
В 2004 году она была координатором и пропагандистом волонтёрства на летних Олимпийских играх 2004 года в Афинах. Благодаря знанию греческого языка она помогала олимпийским сборным Канады и Китая.

## Политическая деятельность

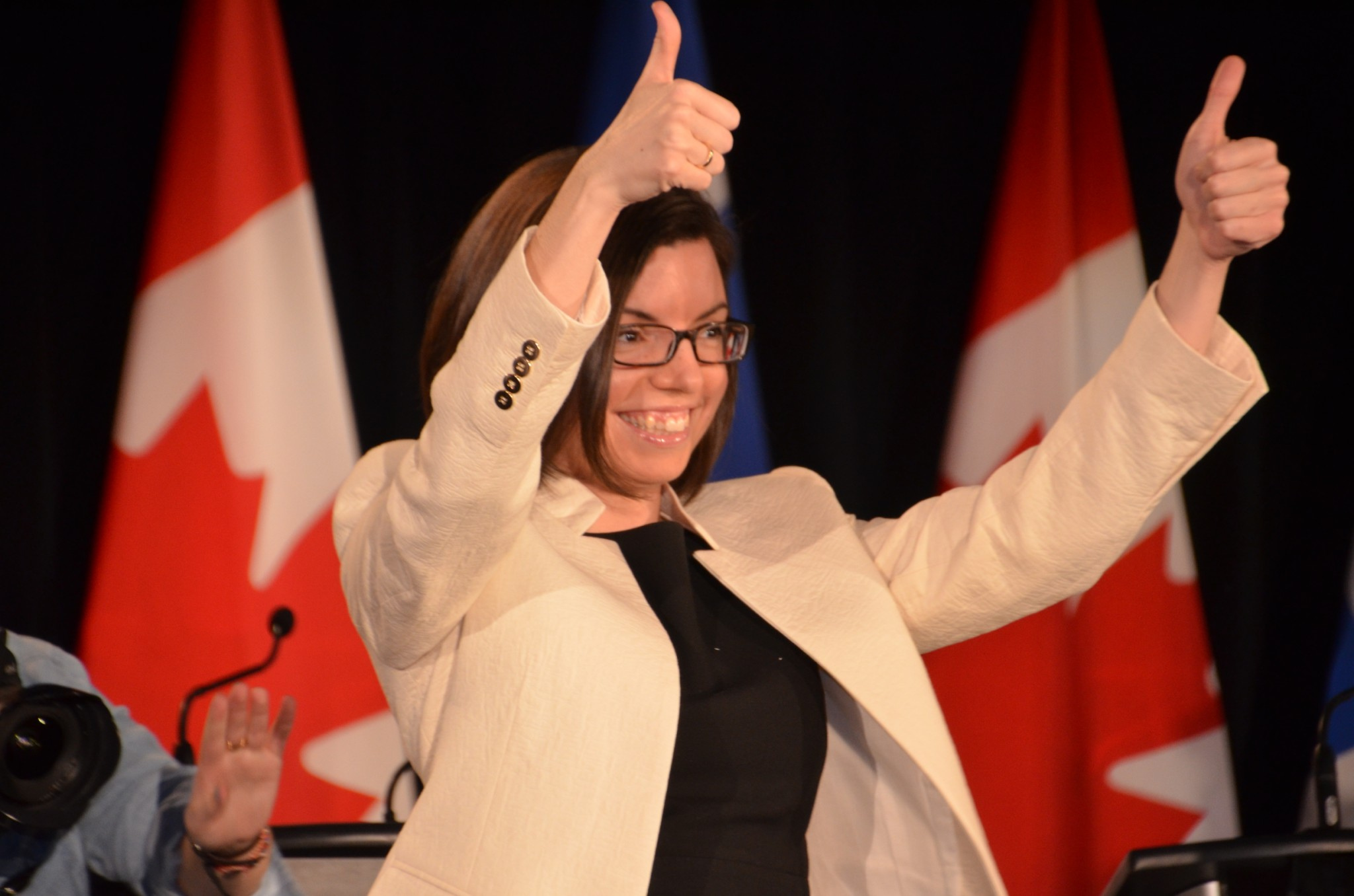
Эштон в 2012 году

В 2005 году она победила на праймериз кандидатов НДП действующую депутатку от Новой демократической партии Бев Дежарле-Новосельски, чему способствовала оппозиция последней однополым бракам. Затем Дежарле вышла из партии, оставаясь до конца своего срока беспартийной и баллотировалась против Эштона в качестве независимого кандидата по округу Черчилла на федеральных выборах 2006 года. Основные темы кампании Эштон включали получение федерального финансирования для Университетского колледжа Севера, а также содействия федерального правительства в развитии севера.
Хотя профсоюзы Томпсона поддержали Эштон, голоса электората НДП, тем не менее, оказались разделены между Эштон и Дежарле, и победу одержала кандидат от Либеральной партии Тина Кипер.
Однако на выборах 2008 года Эштон победила Кипер и вернула округ для НДП.
7 ноября 2011 года в Монреале Эштон начала свою кампанию как девятый кандидат, присоединившийся к гонке за руководство НДП 2012 года. В свои 29 лет она была самой молодой из кандидатов. На выборах лидера партии 24 марта 2012 года она заняла седьмое место с 5,7 % голосов и была исключена в первом туре голосования.
С момента своего первого избрания в 2008 году Эштон была избрана председателем Постоянного комитета Палаты общин по положению женщин в 40-м парламенте Канады, а также выступала в качестве члена теневого кабинета как критик НДП по вопросам выпускников и молодёжи, а также развития деревни и местных общин. С 2012 по 2014 год играла роль критика по положению женщин. 23 января 2015 года Эштон была назначена критиком по делам аборигенов в официальной оппозиции Канады.
После федеральных выборов 2015 года Эштон была назначена критиком НДП по вопросам занятости и развития рабочей силы в 42-м канадском парламенте.

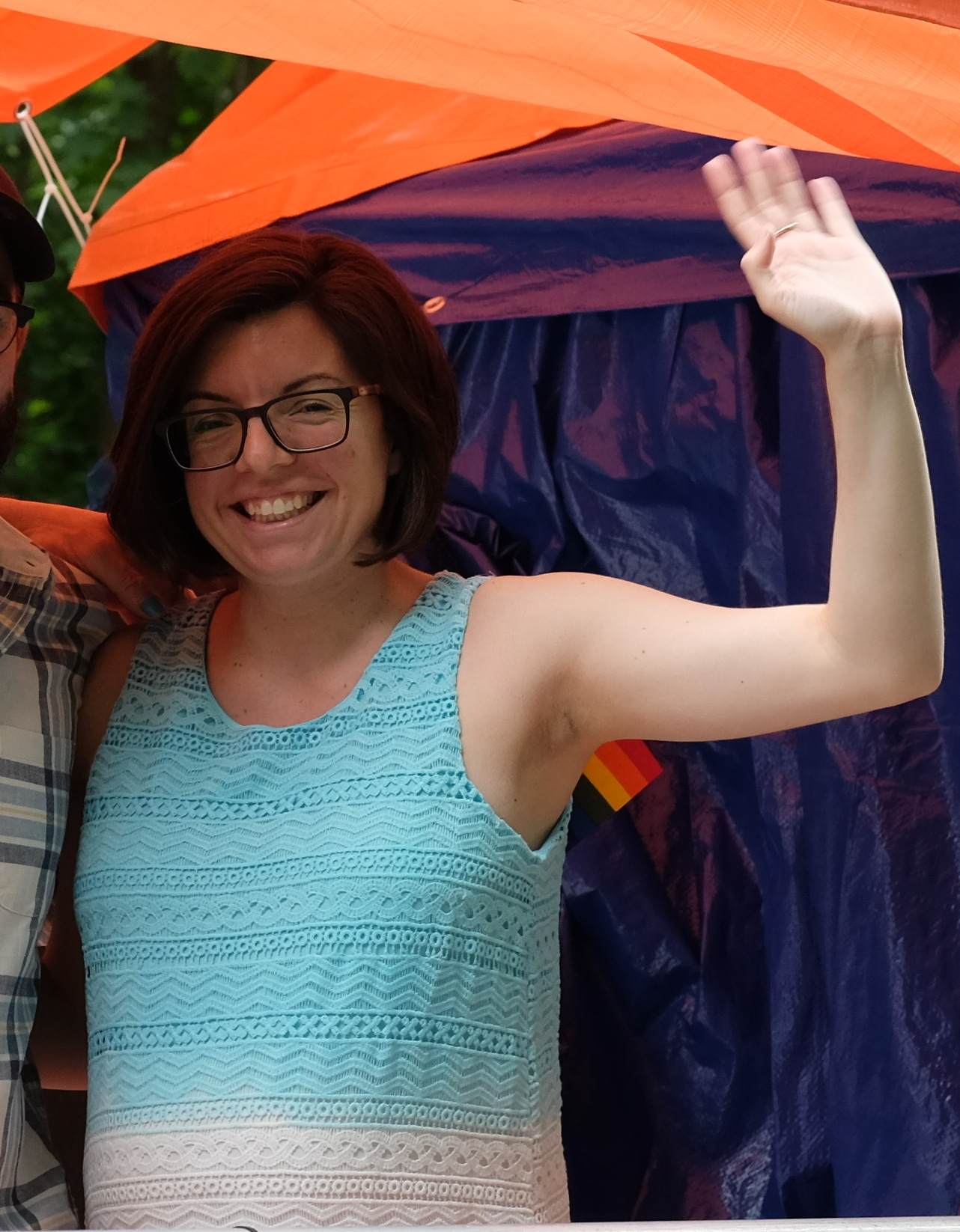
Ники Эштон на прайде ЛГБТ в 2017 году

Эштон объявила о своей кандидатуре на очередных выборах руководства НДП 7 марта 2017 года. На голосовании 1 октября 2017 года она заняла третье место с 17,4 % голосов, отстав от Чарли Ангуса, занявшего второе место, чуть более чем на 1000 голосов. Джагмит Сингх был избран лидером в первом туре голосования.
Эштон была переизбрана на федеральных выборах 2019 года. Её лишили места критика в январе 2021 года после того, как она сообщила в Твиттере, что во время второй волны COVID-19 2020 года посещала Грецию, чтобы навестить «больную бабушку», не проинформировав заранее партийное руководство о своих планах. Эштон была переизбрана на федеральных выборах 2021 года.

## Политические взгляды
Во время выборов руководства Новой демократической партии в 2017 году Эштон баллотировалась на платформе, включающей:
- Акцент на планах по созданию и поддержанию хорошо оплачиваемых рабочих мест для молодежи и трудящихся канадцев, а также на борьбе с угрозой изменения климата.
- Обязательство обеспечить бесплатное высшее образование[21].
- Борьба с неравномерным распределением богатства, потерей рабочих мест с высокой добавленной стоимостью, «иностранной собственностью и торговыми сделками, которые продают нашу страну»[22].

Ники Эштон критикует Канадский инфраструктурный банк, поскольку тот финансирует только государственно-частное партнерство и не смог завершить ни один из своих проектов после четырех лет существования. В феврале 2022 года Эштон представила законопроект, сосредотачивающий его внимание на проектах, направленных на борьбу с последствиями изменения климата, и на финансировании государственной инфраструктуры вместо попыток привлечь частное финансирование..
Во время президентского кризиса в Венесуэле в 2019 году Эштон написала в Твиттере следующее: «Премьер-министр Трюдо поддерживает программу смены режима [президента США Дональда] Трампа и фашистского президента Бразилии в поддержку кого-то, кто призывает к военному перевороту в Венесуэле».
Она также выступает против эмбарго Соединенных Штатов против Кубы и выступила спонсором петиции в Палате общин с призывом к отмене блокады Кубы.

## Личная жизнь
Эштон может читать, писать и говорить на четырёх языках: английском, французском, греческом и испанском. Она также брала уроки кри, русского, турецкого, украинского и китайского языков.
Эштон вышла замуж за Райана Баркера в 2011 году. Они расстались в 2015 году и развелись в 2017 году.
В мае 2017 года Эштон объявила, что беременна. В ноябре 2017 года она родила мальчиков-близнецов. Она заявила, что «как и миллионы канадских женщин, я продолжу свою работу», и не прекращала участия в гонке за лидерство в НДП.